# ألان جونستون (سياسي كندي)
ألان جونستون هو سياسي كندي، ولد في 28 سبتمبر 1904 في لندن في كندا، وتوفي في 15 مايو 1974. حزبياً، نشط في الحزب الليبرالي الكندي. وقد انتخب عضو مجلس العموم الكندي.